# Мемориальная аллея Памяти в Московском парке Победы Санкт-Петербурга
Мемориальная аллея Памяти в Московском парке Победы Санкт-Петербурга — создана к 60-летию снятия блокады Ленинграда 27 января 2004 г. по инициативе Московского районного общества «Жители Блокадного Ленинграда» на средства жителя Санкт-Петербурга Юрия Юрьевича Жорно, сына и внука жителей блокадного Ленинграда, в память о погибших ленинградцах, кремированных в 1942—1943 гг. в туннельных печах Кирпично-пемзового завода № 1.

## История создания аллеи Памяти
В настоящее время факты событий, связанных с деятельностью Кирпично-пемзового завода № 1, преобразованного в годы блокады для кремации погибших ленинградцев практически полностью изучены и с достоверной точностью известны места погребения пепла. Проект Мемориальной зоны с устройством Мемориальной аллеи памяти выполнен по заказу Московского районного отделения Общества «Жители блокадного Ленинграда» и посвящён 60-летию снятия блокады. Целью проекта является завершение к большому празднику 60-летия снятия блокады сложившегося ансамбля мемориальных знаков в Московском парке Победы в память о кремированных погибших ленинградцах в период трагических событий блокады.
Основным подходом при проектировании было выполнение локализованной мемориальной зоны в виде аллеи, ведущей к памятным знакам, установленным на местах погребения пепла жертв блокады.
Инициатива создания Мемориальной зоны с устройством Мемориальной аллеи памяти принадлежит Московскому районному отделению Общества «Жители блокадного Ленинграда», Союзу «Воспитанников детских домов блокадного Ленинграда», Московскому районному Обществу «Совет ветеранов войны и труда», депутату МС МО № 47 Ю. Ю. Жорно.
На совместном заседании обществ и по их поручению заказчиком проекта было определено Московское районное отделение Общества «Жители блокадного Ленинграда». Ю. Ю. Жорно, который взял на себя полное финансирование проекта и работ по созданию аллеи, был определён инвестором.
Работы по проектированию Мемориальной зоны в Московском парке Победы велись практически на протяжении последних 15 лет.
В 1989 году Исполнительный Комитет Московского районного совета народных депутатов издал решение № 1100 от 01.12.1989 г. «Об увековечивании памяти жертв блокады Ленинграда». Проектировщиком был назначен архитектор Московского парка Победы В. Д. Кирхоглани. Проект был закончен в 1990 году, но из-за отсутствия финансирования его реализация не состоялась. Тем не менее, очень важным достоинством этой работы было планировочное определение места размещения мемориальной зоны. Этим местом была выбрана аллея являющаяся символическим продолжением ул. Победы.
В 1995—1996 годах по совместной инициативе Общества «Жители блокадного Ленинграда» и Московской районной Администрации был спроектирован и установлен Павильон Памяти по проекту архитектора Е. Ф. Шаповаловой. Этот памятный знак, установленный на холме, на берегу Адмиралтейского пруда по живописным соображениям, как оказалось в процессе исследований, волею судеб был установлен на месте основных погребений пепла кремированных погибших ленинградцев в 1942—1943 гг.
В 1996 году в соответствии с Постановлением Правительства Санкт-Петербурга № 12/1 от 04.04.1996 г. состоялся конкурс на тему: «Проект реконструкции торговой зоны и благоустройства территории, прилегающей к станции метрополитена „Парк Победы“ и концепции мемориала бывшего Кирпичного завода».
В 1997 архитектором Е. М. Рапопортом, победителем конкурса, был выполнен проект Мемориальной зоны в Московском парке Победы. При отсутствии сведений о проектном решении В. Д. Кирхоглани, Е. М. Рапопорт в качестве планировочного решения также выбрал аллею, являющуюся продолжением ул. Победы. В качестве завершающего элемента мемориальной зоны было предложено на мысе Адмиралтейского пруда установить вагонетку Кирпичного завода, детали которой были обнаружены в обмелевшей части Адмиралтейского пруда.
В 1999 году по инициативе и на средства Ю. Ю. Жорно детали, предположительно вагонетки Кирпичного завода, были извлечены со дна пруда. После проведения научной экспертизы специалистами Музея истории города было установлено, что найденные части являются деталями толкача Кирпичного завода — устройства, на котором кирпичи направлялись в туннельные печи для обжига, а во времена 1942—1943 годов тела погибших ленинградцев для кремации.
8 сентября 2001 года — к памятной дате 60-летия начала Блокады также на средства Ю. Ю. Жорно был установлен памятный знак с использованием найденной реликвии, символически названной Памятный знак «Вагонетка».
Установка памятного знака «Вагонетка» на мысе в Адмиралтейском пруду оказалась невозможной из-за больших размеров объекта. Поэтому Главным художником города И. Г. Ураловым было принято решение об установке памятного знака «Вагонетка» на берегу пруда на месте первоначальных погребений пепла в 1942 году, недалеко от места, где были найдены детали устройства.
Впоследствии во время подготовки фундамента постамента знака на глубине одного метра были найдены рельсы, по которым двигались вагонетки, что, подтвердило символическую правильность выбора места.
В 2001 году был завершен проект «Капитально-реставрационный ремонт Московского парка Победы», выполненный ОАО «ЛенНИИпроект» по заказу КБДХ Санкт-Петербурга. В проекте также присутствует планировочное решение аллеи, являющейся продолжением ул. Победы.
Однако ландшафтное решение Мемориальной зоны в виде восстановления пятна застройки Кирпичного завода площадью около 2500 м²., с засыпкой колотым кирпичом не нашло поддержки у обществ жителей блокадного Ленинграда.
В 2003 году на совместном заседании Московского районного отделения Общества «Жители блокадного Ленинграда» и Московского районного Общества «Совет ветеранов войны и труда» было принято решение о создании аллеи Памяти к 60-летию снятия блокады для завершения единого ансамбля мемориальных знаков. Проект выполнен ООО «Архитектурная мастерская Е. М. Рапопорта» архитекторами Е. М. Рапопортом и Е. Ю. Шленевой. В качестве планировочного решения выбрана аллея со стороны Бассейной ул., являющаяся символическим продолжением ул. Победы. Правильность и целесообразность этого решения была подтверждена предыдущими работами В. Д. Кирхоглани, Е. М. Рапопорта, ОАО «ЛенНИИпроект».
В соответствии с разрешительной документацией КГА, Территориального управления Московского административного района, ГУП «Московский парк Победы» устройство аллеи выполняется исключительно методами благоустройства и художественного оформления. Входные ворота с ул. Бассейной оформляются установкой символических бронзовых урн и гранитных досок, обозначающих вход на Мемориальную аллею Памяти.
Сама аллея окаймляется газонным поребриком и двумя рядами тротуарной плитки чёрной и красной. В узловой части пересечения нескольких парковых дорожек аллеи завершается небольшой круглой площадью, от которой отходит тропа, ведущая к мемориальным знакам «Вагонетка» и «Павильон Памяти». В связи с перепланировкой скульптуру «Встреча чешского партизана с Советским воином освободителем» перенесли в другое место (использован оставшийся пустым постамент на площадке недалеко от входа с угла Московского проспекта и Кузнецовской улицы).
Существующий постамент перелицовывается художественным сочетанием плит полированного гранита с памятными надписями и окаймляется площадкой из мощения тротуарной плиткой.
Места установки Памятного знака «Вагонетка» и «Павильона Памяти» также окаймляются тротуарной плиткой.